# 安本寿久
安本 寿久（やすもと としひさ、1958年 - ）は、日本のジャーナリスト、コメンテーター。産経新聞特別記者兼編集委員（元編集長）。2012年から長期連載の「神話」企画を統括している（取材班キャップ）。

## 来歴・人物
兵庫県生まれ。兵庫県立豊岡高等学校卒業。1981年、関西大学法学部卒業後、産経新聞社入社。社会部次長、SANKEI EXPRESS（サンケイエクスプレス）編集長、編集局次長兼総合編集部長などを経て、2008年に産経新聞編集長。
ラジオ大阪の情報・報道番組「News Tonight いいおとな」に、火曜日の「アンカーマン」（コメンテーター）として出演している。
自身について「記者歴30年超。企画担当が長く、歴史物を好んで書く」としており、編集長を退任し、一人の記者に戻った現在、古事記編纂1300年にあたる2012年から産経新聞に「神話」企画を長期連載。取材班を統括する「キャップ」も務めている。
神話シリーズは、2012年の「日本人の源流　神話を訪ねて」編に始まり（～2013年）、2014年の第2弾「現代に生きる神話　祭られる神々」、2015年の「『海道東征』をゆく　神武さまの国造り」、2016年の「ヤマトタケルのまほろば」。2017年の「ヒメたちの見た神と王の物語・神話」と続いている。
神話と並行して、2012年から3年間、現在の日本の指針となる先人の生き方を紐解くコラムも連載。ケネディ米国大統領が「尊敬する日本人」に挙げたといわれる江戸時代の米沢藩主上杉鷹山や、その師である細井平洲、そのほか佐藤一斎、佐久間象山、二宮金次郎、明治時代の軍人廣瀬武夫や物理学者志田林三郎らを取り上げている。
2016年からの連載「戦後71年　楠木正成考」では、南北朝時代の武将楠木正成の博愛精神や人道主義、家庭における教育力といった点が、「現在にも通じる、いや現在でも欠けがちになる価値観を伝えている点で、正成・正行親子ほど貴重な先人はいない。」としており、その正成が現代社会で知られていないのは、「昭和20年以前の日本はすべてが悪いと断じる自虐史観のため」であり、「その呪縛を解いて日本史を正しく理解する」ために「『楠木正成考』が連載されている」という。また、同僚の論説委員で「大阪特派員」の山上直子も、楠木親子を知ることが「戦後失われてきた『日本人の心』が見えてくる」としている。
神話や偉人をテーマとして掲げるが、基本は「教育」にあると考えており、編集長として、リーマン・ショック直後の日本でメディアが盛んに取り上げた経済格差や生活格差について、安易な「『学力＝豊かさ』報道の危険」性の表れだとして、「『貧乏がいやなら、勉強をおし』。今秋からNHKドラマになる『坂の上の雲』の主人公の一人秋山好古に父の平五郎久敬が言った言葉である。」と先人の例を挙げる。明治時代も今も同じで、逆境に勝つ手段こそ勉学の道である、として、「兄弟はやがて、士官学校と海軍兵学校に進んで歴史に名を残す。進路を決めた大きな理由は、いずれの学校も無料だったからだ。貧しいから勉強できないとは、彼らには想像もできない理屈に違いない。」と提言した 。
交流のある京都大学経済研究所長の西村和雄教授を例に出し、モラル・道徳教育の重要性も説いている。西村という世界的な経済学者が、わざわざ「“教師要らず”の算数の教科書づくりに熱中」した背景として、学力低下に衝撃を受けた西村が、大学入試改革を断行し、その元凶である「『ゆとり教育見直しを訴えるには政治力が要る』。そう考えて国際教育学会を立ち上げ」、その際、経済界から「乾電池のボルト数さえも知らない理系学生、大学院生らが就職してきて、基礎教育を職場でせざるを得ない実態が次々に報告された」ことを受け、「学力低下は日本経済を脅かす」として、データに基づき同学会がアピールしたことによって、次回の学習指導要領改定で、ようやく「ゆとり教育見直しに舵（かじ）を切った」事実を伝える。そして、その西村が「子供たちが勉強するように教育環境を変えた。教材もつくった。その次は、と考えたのがモラル、道徳教育だった。」。
また、“大阪の教育”について、かつて教育担当記者として取材していた経験から、「大阪の教育はいつの間にか、現実主義的視点を失って後進圏に落ちこぼれた。」とし、「（大阪府知事の）橋下（徹）氏が今説くべきなのは教育改革の道理である。決して慰安婦制度の是非などではない。 」と、改革の本質を見失わぬよう提言している。
なお、『古事記』など神話を題材として舞台を続ける女優浅野温子に言及することもあり、2017年2月には、浅野と能楽シテ方の金剛流の二十六世宗家金剛永謹が競演する「能とよみ語り　神話競演　アマテラス」の解説も務めた。

## 著書
- 『評伝　廣瀬武夫』 - 扶桑社 2010年 - 日露戦争のエピソードで知られる大日本帝国海軍中佐で、「軍神」として神格化された人物について、真の姿を描く。

### 共著
- 『坂の上の雲をゆく』 - 扶桑社 2000年
- 『親と子の日本史』 - 扶桑社 2001年、扶桑社文庫 2004年
- 『日露戦争―その百年目の真実』 - 扶桑社 2004年
- 『人口減少時代の読み方』 - 扶桑社 2006年
- 『神武天皇はたしかに存在した―神話と伝承を訪ねて』 - 産経新聞出版 2016年